# Casa palacio de los Sodupe
La casa palacio de los Sodupe es un edificio del municipio español de Navaridas.

## Descripción
La casa palacio está situada en el municipio español de Navaridas, perteneciente a la provincia de Álava. Se localiza en el centro
del núcleo de población de Navaridas, en la calle de la Diputación Foral de Álava, número 3, en una parcela próxima a la iglesia de la Inmaculada Concepción. Se trata de un edificio residencial del siglo XVIII, de estilo barroco, situado en una parcela entre tres calles, protegido por un muro de piedra de diferente factura.
Se levanta sobre una planta rectangular, levemente trapezoidal, de aproximadamente doce metros de lado, en su fachada principal, por dieciséis y dieciocho metros, en sus fachadas sur y norte, respectivamente, y cubierta a cuatro aguas. Sus alzados se dividen en planta baja, primera, segunda y bajo cubierta, hacia la calle de la Diputación, y en planta baja, primera y bajo cubierta, hacia la calle Mayor, salvando el desnivel entre ambas calles. Cuenta con bodega en sótano. Originalmente era una edificación exenta, pero ahora cuenta con algunos volúmenes añadidos contra su fachada septentrional. La parte del edificio que corresponde al ayuntamiento está en desuso y únicamente se utiliza como vivienda de veraneo la parte privada.
La fachada principal se orienta hacia el oeste, hacia la calle de la Diputación Foral de Álava. Su composición se organiza en base a tres ejes verticales y se realiza en sillería de piedra arenisca, perfectamente labrada en toda su superficie. Sobre estos tres ejes verticales se disponen en planta baja, centrado, el gran portalón de acceso con dintel adovelado de siete piezas y clave muy saliente, y sendas ventanas adinteladas a los lados. En planta primera, tres huecos de balcón con dintel adovelado, con balcón de gruesa repisa de piedra moldurada, poco volada y en ángulos redondeados, dispuestos sobre los ejes; el balcón central es algo mayor que los laterales. Por último, en planta segunda, centrado, un escudo de armas flanqueado por dos ventanas alineadas horizontalmente. El escudo es de relieve muy abultado, cortado con cestillo flanqueado por leones rampantes y ocho flores de lis, con leyenda: «de los Sodupe». Hay, además, yelmo empechado, niños tenantes, frontón partido, mascarón y guirnaldas. Dispone de zócalo diferenciado. A diferencia del resto de alzados, el alero de la fachada principal se compone a base de canes tallados con motivos vegetales y la cornisa es moldurada. Los herrajes se manifiestan en los balcones de antepecho de hierro forjado abalaustrado, en las ventanas enrejadas, barandas de escaleras y puertas. La carpintería por su parte se mantiene la original en la fachada principal, con buena puerta labrada en acceso. El resto de fachadas están aparejadas prácticamente en mampostería con recercos y ornamentos construidos en sillería, salvo la fachada sur que también está construida en gran parte en sillería.
La fachada lateral longitudinal sur se caracteriza por una galería de dos arcos de medio punto que ocupa la parte central del alzado en planta segunda, flanqueada por dos ventanas, una de ellas, la de la derecha, convertida en hueco de balcón rasante. En planta primera, la fachada cuenta con tres huecos de balcón, de los cuales el situado en la parte más oriental es una ventana original modificada y convertida en acceso a la vivienda privada directamente desde el patio sur. A dicha vivienda, por tanto, se accede desde la calle Mayor, así como desde las escaleras y plataforma adosadas contra el muro perimetral oriental de la parcela. Bajo esta plataforma se abre un pequeño hueco que sirve para ventilar la cocina situada en el semisótano y bajo el balcón de la planta primera se sitúa el acceso al semisótano, algo desplazado respecto al hueco superior.
La fachada este, dispuesta hacia la calle Mayor, presenta menor altura debido al desnivel del terreno. Cuenta con planta baja, primera y bajo cubierta y fachada simétrica con eje central en el que se sitúa el acceso a la vivienda desde la planta baja mediante puerta adintelada (planta primera al interior). En la primera planta se disponen tres ventanas de iguales dimensiones dispuestas simétricamente respecto al eje central.
La fachada lateral longitudinal norte consta de planta baja, primera y segunda y tiene carácter de fachada trasera, en la que predomina el muro de mampostería. Pequeños vanos dispuestos de manera desordenada se abren para posibilitar la iluminación y ventilación de las estancias que se orientan hacia el patio norte. En la segunda planta, se abre una única ventana que ilumina la cocina que corresponde a la parte del Ayuntamiento; en la primera planta, existen tres huecos de ventana que iluminan las diferentes estancias de la vivienda privada y en planta baja, además de un pequeño vano en el lado izquierdo, se abre un acceso hacia el patio. Hoy en día existe un nuevo paso abierto en el muro, oculto por los anexos. Además, son visibles los huecos de iluminación de la escalera principal que rompen con la continuidad de las impostas. Esta imagen de fachada trasera se ve incrementada por medio de las edificaciones adosadas al palacio en su lado derecho del alzado norte, construidas junto al muro perimetral de mampostería que delimita la parcela con la calle de la Diputación.
En todas las fachadas, las plantas se dividen por medio de impostas planas que marcan las líneas de los forjados y las fachadas se rematan con una cornisa, moldurada en la fachada principal y plana en el resto, y alero de gran vuelo, igualmente destacado en la fachada principal por su mayor dimensión. Además, todas ellas están flanqueadas con pilastras en los laterales. Los vanos, por su parte, se recercan con relieve a base de placas de sillería con orejas, cruzándose las líneas verticales de las jambas con las líneas horizontales del dintel.
Al sur, el edificio cuenta con un jardín particular que pertenece a los propietarios de la vivienda, en el que se localiza un pozo de agua de gran profundidad. El acceso al jardín se realiza por la calle de la Diputación a través de una doble puerta enrejada.
Al interior, el edificio se encuentra dividido en dos partes: la parte oriental, que pertenece a los propietarios de la vivienda privada, en la que prácticamente se mantiene la distribución original y la otra mitad que pertenece al consistorio. Respecto al programa interior, en el lado perteneciente al ayuntamiento, nos encontramos con el hall principal que se encuentra a nivel de calle, desde el que se divisa el acceso al calado o bodega al fondo. Desde este vestíbulo, de suelo y muros de piedra, se accede a dos estancias situadas a cada lado, antiguos granero y almacén, y frente al acceso, salvando dos peldaños y cruzando un vano adintelado, nos dirigimos a la escalera principal de dos tramos, suelo de piedra y cerámico y baranda de hierro que comunica con los pisos superiores. Dejando la escalera a mano izquierda, se llega hacia la zona que pudiera haber albergado las cuadras y por donde se salía al patio y, desde aquí, hasta el acceso a la bodega soterrada. En planta superior se encuentran las diferentes dependencias distribuidas mediante un pasillo central y en planta segunda se sitúa la cocina al otro lado de la escalera. Debido a la división de propiedades, no existe acceso al espacio de bajo cubierta por esta parte del edificio, sin embargo se ha podido apreciar parte de la estructura original de madera y resto de elementos de la reforma realizada. El lado oriental, de propiedad privada, aún conserva gran parte de la distribución original y alcobas tradicionales en los dormitorios. La vivienda se desarrolla en la planta primera y segunda (baja y primera desde la calle Mayor) y la planta semisótano alberga
un txoko.
En el espacio bajo cubierta se aprecia la estructura de madera original con sus uniones y pasadores de madera originales, donde destaca la viga central en forma de arco. El resto de la cubierta ha sido fruto de una reforma en la que se sustituyeron todos los cabrios y se reforzó la estructura soporte con nuevas vigas de madera colocadas sobre las piezas originales. La cubierta, acabada en teja, cuenta con un pequeño tirante perpendicular a la fachada principal. Su presencia es importante debido al tamaño de la edificación y su alero. La estructura del palacio consta de muros perimetrales de carga y estructura de madera en su interior junto con algunos muros de piedra en planta baja. Los forjados se componen de roscas de ladrillo con relleno de argamasa entre los solivos de madera y acabado en piezas cerámicas de diferentes épocas; existen solados de cerámica antigua, además de otro tipo de piezas cerámicas más recientes que conforman diferentes dibujos según las estancias, fruto de alguna reforma realizada en el edificio.
Bajo el edificio, en su extremo este, se encuentra la cueva o calado al que se accede por medio de una escalera de piedra cubierta con bovedilla de cañón. Se trata una de las pocas casas de Navaridas que cuenta con bodega soterrada y destaca por su gran dimensión. Tiene dos partes, la primera más estrecha que la zona del fondo, y se cubre con arcos de medio punto de sillería con huecos entre ellos en los que se ve la roca. Al fondo se aprecia un canal de sección cuadrada sobre el que algunas publicaciones dicen estar comunicado con otra cueva en el lado saliente del «Cerrillo»; sin embargo, según el análisis realizado por arqueólogos, al menos hasta el momento, tras recorrer la totalidad del canal parece haber quedado inacabado.